# Nathan Girvan
Nathan Girvan (Dundee, 6 november 2002) is een Schotse darter.

## Carrière
In 2016 won Girvan acht titels in de Schotse jeugdcompetitie, waardoor hij de ranking aanvoerde. In 2017 behaalde hij de jongensfinale van het BDO World Championship. Daarvoor versloeg hij de Nederlandse Maikel Verberk in de halve finale. In de finale bleek Justin van Tergouw uiteindelijk te sterk. Twee jaar later zou Girvan opnieuw in de finale staan. Ditmaal moest hij het afleggen tegen Leighton Bennett.
De Schot bereikte in 2021 voor het eerst een finale op de Challenge Tour, de op een na hoogste divisie van de PDC.. Hierin was landgenoot Shaun McDonald te sterk.
In mei 2022 won Girvan voor het eerst een toernooi op de Development Tour, een reeks PDC-toernooien voor spelers met een leeftijd tussen de zestien en vierentwintig jaar. In de finale versloeg hij Nathan Rafferty met 5-2. Enkele dagen later gooide hij tijdens Players Championship 15, waaraan hij deelnam als invaller, een negendarter tegen Adrian Lewis. Later dat jaar bereikte hij de finale van het PDC World Youth Championship, waarin Josh Rock aan hem voorbij ging.
In maart 2023 nam Girvan voor het eerst deel aan een hoofdtoernooi van de PDC: het UK Open. In de eerste ronde zorgde Niels Zonneveld voor zijn uitschakeling.

## Resultaten op wereldkampioenschappen

### Junior Darts Corporation
- 2018: Laatste 16 (Verloren van Keane Barry met 2-4 in legs)[11]
- 2019: Laatste 32 (Verloren van Jack Sheppard met 3-4 in legs)[12]

### BDO World Championship Boys
- 2017: Runner-up (Verloren van Justin van Tergouw met 0-3 in sets)[4]
- 2018: Laatste 64 (Verloren van Jerome Duarte-Chipol met 2-3 in sets)[13]
- 2019: Runner-up (Verloren van Leighton Bennett met 0-3 in sets)[5]
- 2020: Kwartfinale (Verloren van Leighton Bennett met 1-4 in legs)[14]

### PDC World Youth Championship
- 2019: Laatste 32 (Verloren van Jeffrey de Zwaan met 2-6 in legs)[15]
- 2020: Groepsfase (Verloren van Liam Meek met 3-5 en Jitse van der Wal met 3-5 in legs)[16]
- 2022: Runner-up (Verloren van Josh Rock met 1-6 in legs)[10]
- 2023: Groepsfase (Gewonnen van Damian Vetjens met 5-4, verloren van Rune van Damme met 1-5 in legs)
- 2024: Groepsfase (Gewonnen van Coby Jones-Swanson met 5-2, verloren van Llew Bevan met 4-5 en Daniel Outwin met 4-5 in legs)